# Luboměř
Luboměř (německy Laudmer) je obec v okrese Nový Jičín v Moravskoslezském kraji. Žije zde 400 obyvatel.

## Název
Jméno vesnice bylo odvozeno od osobního jména Luboměr a znamenalo "Luboměrův majetek". Německé jméno (1394 v podobě Landmar, později Laudmer) vzniklo z českého.

## Historie
První písemná zmínka o obci pochází z roku 1394 (Landmar). Luboměř původně náležela panství Potštátu a je jmenována v listině potvrzující Potštátu olomoucké městské právo a jiné výsady. Listina z roku 1408 uvádí ve vsi kostel a faru.
Luboměř i blízký Spálov odolávaly po staletí probíhající germanizaci díky existenci spálovského panství, které vzniklo v roce 1538 jako součást panství potštátského, od roku 1611 bylo osamostatněno. V letech 1680 až 1749 probíhaly na panství selské nepokoje. Poslední rebelie byla potlačena vyhnáním devíti rodin.
Z roku 1788 je znám první záznam o škole v obci, zatím v pronajaté budově. Vlastní budovu dostala škola až v roce 1838, ve které se udržela do roku 1977. Poté byla budova využívána jako mateřská škola (do roku 1992) a dnes je zde obecní knihovna a sídlo obecního úřadu.
Na přelomu 19. a 20. století zasáhla Luboměř vlna vystěhovalectví do Ameriky. Z šesti rodin a třinácti jednotlivců se vrátil jediný. Během první světové války bylo na frontu odvedeno 116 mužů. Dvacet jedna z nich zemřelo v boji, tři podlehli zraněním po návratu domů. Během druhé světové války zemřeli dva luboměřští občané v koncentračním táboře.
Padesátá a šedesátá léta byla pro Luboměř obdobím úpadku, kdy se bojovalo o založení zemědělského družstva a jeho následné vybudování. Naopak léta 1970–1985 přinesla obci rozvoj v podobě zařízení kanalizace a vodovodu nebo vybudování sportovního areálu, který byl v roce 2003 částečně zrenovován a na jehož obnově se stále pracuje.

## Obyvatelstvo
| Rok            | 1869 | 1880 | 1890 | 1900 | 1910 | 1921 | 1930 | 1950 | 1961 | 1970 | 1980 | 1991 | 2001 | 2011 | 2021 |
| -------------- | ---- | ---- | ---- | ---- | ---- | ---- | ---- | ---- | ---- | ---- | ---- | ---- | ---- | ---- | ---- |
| Počet obyvatel | 727  | 699  | 661  | 681  | 637  | 619  | 622  | 463  | 479  | 447  | 431  | 440  | 411  | 364  | 373  |
| Počet domů     | 144  | 124  | 128  | 128  | 131  | 133  | 139  | 139  | 139  | 119  | 127  | 149  | 154  | 154  | 153  |

Věková struktura obyvatel obce Luboměř roku 2011
Rodinný stav obyvatel obce Luboměř roku 2011
Vzdělání obyvatel obce Luboměř roku 2011

## Obecní správa

### Části obce
- Luboměř
- Heltínov

### Obecní symboly
Znak a vlajka byly obci uděleny rozhodnutím předsedy Poslanecké sněmovny Parlamentu České republiky dne 29. března 1995.

## Pamětihodnosti
- Kostel svatého Vavřince